# أدريان بلوك
أدريان بلوك (بالإنجليزية: Adriaen Block) كان مستكشفًا وتاجرًا هولنديًا.

## طالع أيضًا
- قائمة المستكشفين